# Saint-Hippolyte-de-Caton
Saint-Hippolyte-de-Caton is een gemeente in het Franse departement Gard (regio Occitanie) en telt 158 inwoners (1999). De plaats maakt deel uit van het arrondissement Alès.

## Geografie
De oppervlakte van Saint-Hippolyte-de-Caton bedraagt 6,1 km², de bevolkingsdichtheid is 25,9 inwoners per km².

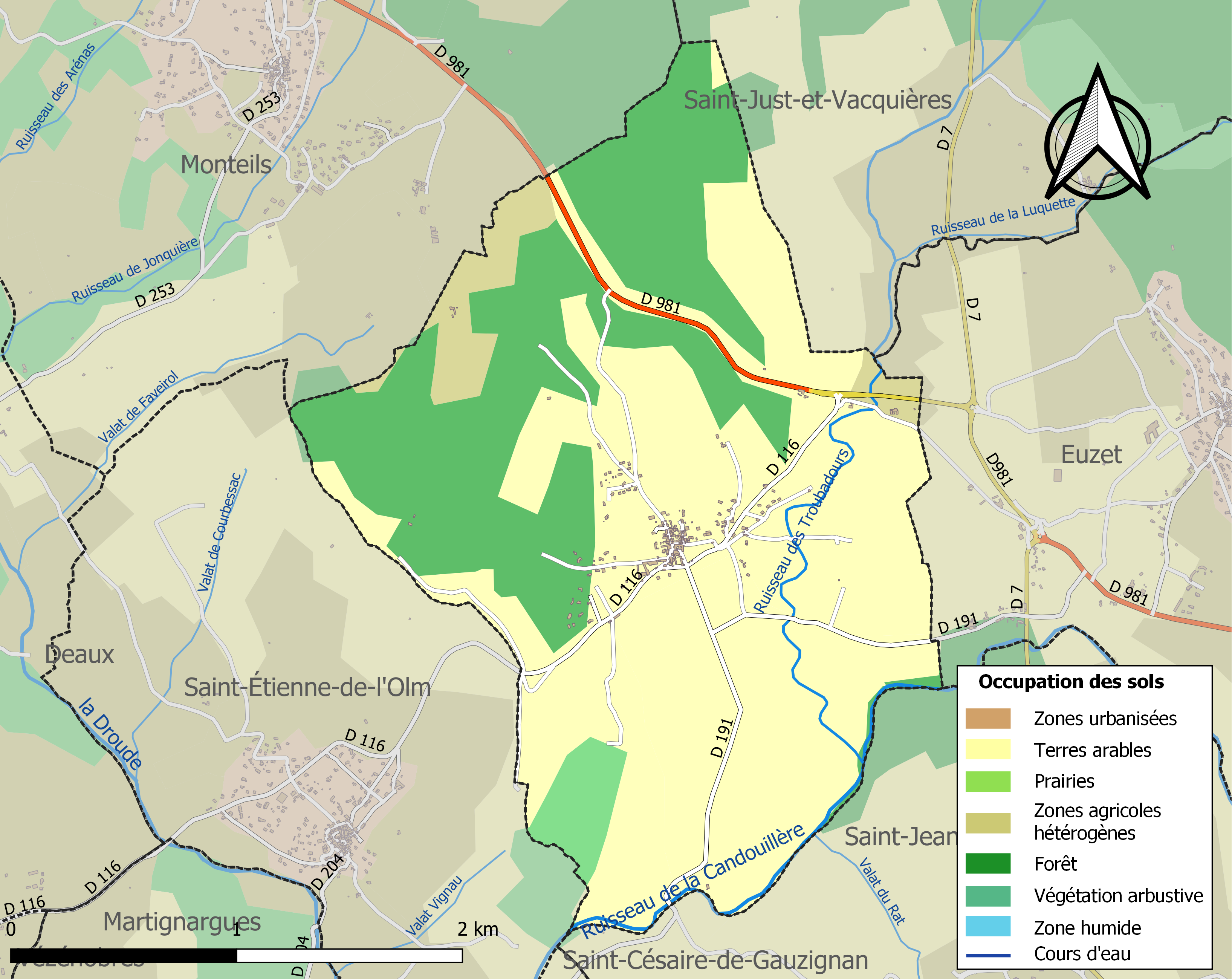
Kaart van de gemeente met de belangrijkste infrastructuur, bodemgebruik en omliggende gemeenten

## Demografie
Onderstaande figuur toont het verloop van het inwonertal (bron: INSEE-tellingen).